# Manufatura Nacional de Porcelanas Futebol Clube
Manufatura Nacional de Porcelanas Futebol Clube foi uma agremiação esportiva, fundada a 15 de setembro de 1932, na cidade do Rio de Janeiro. Era vinculado a Manufatura Nacional de Porcelanas S/A (posteriormente viria a ser Fábrica Klabin), era um time de fábrica e grande campeão do futebol amador do subúrbio do Rio de Janeiro; time extinto do bairro de Pilares.

## História
Na década de 30, o clube com sede à Rua Fernão Cardim, 180, em Pilares, apenas promovia excursões, amistosos e participava de pequenos torneios.
Em 13 de outubro de 1932 o clube inaugurou seu campo. Em 21 de julho de 1938 a praça de esportes foi reformada e passou a se intitular Estádio Klabin.
Em 1939, se filia à Federação Atlética Suburbana, entidade que reunia os clubes amadores excluídos das competições profissionais, participando desse certame e vencendo-o no ano seguinte. Em 1941, se sagra bicampeão carioca da Federação Atlética Suburbana.
Em 6 de dezembro de 1942 o Estádio Klabin foi reinaugurado com um evento no qual ocorreu uma partida entre o Manufatura e os aspirantes do Vasco.
Ao longo de mais de três décadas de existência, o clube  foi um grande campeão amador da cidade do Rio de Janeiro. Em 1940, se sagrou vencedor do Torneio Início da Federação Atlética Suburbana ao bater na final o Sport Club Mackenzie por 2 a 1. 
Em 1941, com uma campanha recheada de goleadas, foi o primeiro na Divisão Mário Calderaro, chegando à final contra o Irajá Atlético Clube, o vencedor da outra série. Após uma melhor de três jogos, o Grêmio dos Industriários saiu-se melhor.  
O clube foi campeão do Departamento Autônomo do Rio de Janeiro três vezes. 

## Títulos
- Campeão da Série Motta Nabuco, Federação Atlética Suburbana: 1939;
- Bicampeão carioca da Federação Atlética Suburbana: 1940/1941;
- Vice-campeão de segundos quadros da Federação Atlética Suburbana: 1940;
- Campeão do Torneio Início da Federação Atlética Suburbana: 1940;
- Bicampeão da segunda categoria de Amadores da Federação Metropolitana de Futebol: 1943/1944;
- Bicampeão do Torneio Início da segunda categoria de Amadores da Federação Metropolitana de Futebol: 1943/1944;
- Campeão da Taça Eficiência da segunda categoria da Federação Metropolitana de Futebol: 1943;
- Campeão da Taça Disciplina da segunda categoria da Federação Metropolitana de Futebol: 1943;
- Campeão do Torneio  Início do Departamento Autônomo: 1956;

- Campeão de Amadores Departamento Autônomo (1950);
- Supercampeão de Amadores do Departamento Autônomo (1950);
- Campeão da Taça Eficiência do Departamento Autônomo (1950);
- Campeão de Aspirantes do Departamento Autônomo (1951);
- Campeão do Torneio Início do Departamento Autônomo (1952);
- Campeão de Amadores do Departamento Autônomo (1952);
- Campeão de Amadores do Departamento Autônomo (1953);
- Campeão de Amadores do Departamento Autônomo (1954);
- Campeão do Torneio Início do Departamento Autônomo (1956);
- Campeão de Aspirantes do Departamento Autônomo (1956);
- Campeão de Infanto-juvenis do Departamento Autônomo (1956);
- Campeão de Aspirantes do Departamento Autônomo (1958);
- Campeão de Aspirantes do Departamento Autônomo (1959);
- Supercampeão de Aspirantes do Departamento Autônomo (1959);
- Campeão da Taça Disciplina do Departamento Autônomo (1959);
- Vice-campeão de Aspirantes do Departamento Autônomo (1960);
- Campeão de Amadores do Departamento Autônomo (1963);
- Campeão de Aspirantes do Departamento Autônomo (1963);
- Campeão de Aspirantes do Departamento Autônomo (1964);
- Campeão de Infanto-juvenis do Departamento Autônomo (1964); * dividido com o Botafogo;
- Campeão de Amadores do Departamento Autônomo (1967);
- Campeão de Aspirantes do Departamento Autônomo (1967);
- Campeão de Juvenis do Departamento Autônomo (1967);
- Campeão de Juvenis do Departamento Autônomo (1969);